# Elliot Benchetrit
Elliot Benchetrit (ur. 2 października 1998 w Nicei) – marokański tenisista, który do 2020 roku reprezentował Francję, medalista igrzysk śródziemnomorskich.

## Kariera tenisowa
W karierze wygrał jeden deblowy turniej rangi ATP Challenger Tour.
W 2018 podczas French Open zadebiutował w turnieju głównym imprezy wielkoszlemowej. Startując z dziką kartą, odpadł w pierwszej rundzie z Gaëlem Monfilsem.
W 2019 roku wygrał swój pierwszy mecz w turnieju głównym Wielkiego Szlema podczas French Open. Po wygraniu trzech meczów w kwalifikacjach zwyciężył z Cameronem Norriem w pierwszej rundzie turnieju. W drugiej rundzie natomiast przegrał z Dušanem Lajoviciem. Wystartował wówczas również w grze podwójnej, w której wraz z Geoffreyem Blancaneaux dotarł do drugiej rundy.
W 2022 roku na igrzyskach śródziemnomorskich wywalczył brązowy medal w grze podwójnej.
Najwyżej sklasyfikowany w rankingu gry pojedynczej był na 198. miejscu (10 lutego 2020), a w klasyfikacji gry podwójnej na 198. pozycji (10 czerwca 2019).

### Zwycięstwa w turniejach ATP Challenger Tour w grze podwójnej
| Końcowy wynik | Nr | Data            | Turniej | Nawierzchnia | Partner              | Przeciwnicy                     | Wynik finału   |
| ------------- | -- | --------------- | ------- | ------------ | -------------------- | ------------------------------- | -------------- |
| Zwycięzca     | 1. | 17 czerwca 2018 | Lyon    | Ceglana      | Geoffrey Blancaneaux | Hsieh Cheng-peng Luca Margaroli | 6:3, 4:6, 10–7 |